# Ligne de Beslé à Blain
La ligne de Beslé à Blain est une ancienne ligne de chemin de fer secondaire de la Loire-Atlantique, en région Pays de la Loire, qui reliait Beslé-sur-Vilaine, aujourd'hui commune intégrée à Guémené-Penfao, sur la ligne de Rennes à Redon à Blain situé sur la ligne de Sablé à Montoir-de-Bretagne.
Cette ligne mise en service en 1910, a été fermée au service des voyageurs en 1939 et au trafic des marchandises en 1952. 
Elle constitue la ligne 465 000 du réseau ferré national.

## Histoire
La loi du 17 juillet 1879 avait classée sous le n° 61 une ligne d'intérêt général de Beslé à ou près La Chapelle-sur-Erdre par Blain (Plan Freycinet).
La ligne a été déclarée d'utilité publique le 3 août 1881 sous le nom de ligne de Guéméné à La Chapelle-sur-Erdre. La section de Beslé à Guéméné faisait en effet double emploi avec la section de Massérac à Guéméné de la ligne de Châteaubriant à Redon. La section de Beslé à Guéméné sera tout de même déclarée d'utilité publique le 11 mai 1904.
La totalité de la ligne a été concédée à la Compagnie des chemins de fer de l'Ouest le 20 novembre 1883.
C'est le 1er juillet 1910 que la compagnie l'a mise en service, en prolongement de Blain à La Chapelle-sur-Erdre ouverte le 19 août 1901, elle s'embranche sur la ligne de Rennes à Redon en aval de la gare de Beslé, sur la commune voisine de Massérac. Du fait de cette ouverture, la gare de Beslé était équipée d'un dépôt pour les locomotives à vapeur avec une plaque tournante.
La Société nationale des chemins de fer français (SNCF) a supprimé le service des voyageurs le 9 janvier 1939 et celui des marchandises le 18 mai 1952. 
La ligne a été déclassée (PK 428,497 à 454,245) le 19 octobre 1967.